# Billet de 50 francs Cérès
Pour les articles homonymes, voir 50 francs.
Recto
Verso
Chronologie
50 francs Luc Olivier Merson 50 francs Jacques Cœur
Le 50 francs Cérès est un billet de banque français créé le 15 novembre 1934, mis en circulation à partir du 15 mars 1935 par la Banque de France à la place du 50 francs Luc Olivier Merson. Il a été remplacé par le 50 francs Jacques Cœur.

## Historique
Ce billet appartient à la série des billets polychromes composé en taille douce dont le thème est allégorique et mythologique.
Qualifié également de « type 1933 », il fut imprimé de décembre 1934 au mois d'avril 1940.
Il commence à être retiré de la circulation le 16 décembre 1943 avant d'être privé de son cours légal le 4 juin 1945. Il y a eu 333 000 000 de billets émis.

## Description
C'est le peintre Clément Serveau qui exécute les dessins tandis que la gravure est signée Ernest-Pierre Deloche (1861-1950).
Les tons dominants sont l'orange et le marron.
Au recto : à gauche, un buste de la déesse Cérès couronnée de lauriers, d'épis de blé ainsi que d'une grappe de raisins, et, à droite, la statue de femme figurant le Loiret, et, l'environnant, le parc du château de Versailles, le tout étant encadré par une frise.
Au verso : à droite, le buste du dieu Mercure, drapé d'une toge bleue, tenant au centre un caducée orné d'épis de blé, avec, sur la gauche, une corne d'abondance : un des attributs de la Fortune.
Le filigrane représente une tête de profil, une femme à la chevelure chargée de fruits (Pomone)
Ses dimensions sont de 155 × 90 mm.